# Percnia formosana
Percnia formosana là một loài bướm đêm trong họ Geometridae.